# Joey Rive
Joey Rive (San Juan, 8 luglio 1963) è un ex tennista statunitense, di origini portoricane.
Ha infatti giocato per la squadra portoricana di Coppa Davis.

## Carriera
In carriera ha raggiunto quattro finali di doppio. Nei tornei del Grande Slam ha ottenuto il suo miglior risultato raggiungendo il terzo turno nel singolare agli Australian Open nel 1988, e nel doppio all'Open di Francia nel 1987 e agli Australian Open nel 1989.
In Coppa Davis ha giocato un totale di 19 partite, ottenendo 10 vittorie e 9 sconfitte.

## Statistiche

### Doppio

#### Finali perse (4)
| Numero | Anno             | Torneo                           | Superficie  | Compagno       | Avversari in finale          | Punteggio |
| 1.     | 27 luglio 1986   | Swedish Open, Båstad             | Terra rossa | Craig Campbell | Sergio Casal Emilio Sánchez  | 4-6, 2-6  |
| 2.     | 10 gennaio 1988  | New South Wales Open, Sydney     | Erba        | Bud Schultz    | Darren Cahill Mark Kratzmann | 6-7, 4-6  |
| 3.     | 19 novembre 1989 | South African Open, Johannesburg | Cemento     | Kelly Jones    | Luke Jensen Richey Reneberg  | 0-6, 4-6  |
| 4.     | 29 aprile 1990   | Hong Kong Open, Hong Kong        | Cemento     | Kevin Curren   | Pat Cash Wally Masur         | 3-6, 3-6  |